# Angostura (Colombia)
Angostura è un comune della Colombia facente parte del dipartimento di Antioquia.
Confina a nord con i comuni di Campamento e di Yarumal, a est con quelli di Anorí e di Guadalupe, a sud con Carolina del Príncipe e con Santa Rosa de Osos e ad ovest ancora con Yarumal.
Il centro abitato venne fondato da Pedro e Manuel Barrientos nel 1814 con la denominazione "Amieta" (mantenuta fino al 1816), mentre l'istituzione del comune è del 1822.